# Giải bóng đá Vô địch Quốc gia Việt Nam
Giải bóng đá Vô địch Quốc gia (tiếng Anh: V.League 1, hiện tại còn được gọi là LPBank V.League 1 vì lý do tài trợ) là giải đấu bóng đá chuyên nghiệp cấp câu lạc bộ cao nhất Việt Nam, do Công ty Cổ phần Bóng đá chuyên nghiệp Việt Nam (VPF) điều hành. Giải đấu bao gồm 14 đội thi đấu theo thể thức đấu vòng tròn sân nhà và sân khách. Đội bóng đứng đầu bảng ở cuối mùa giải được dự AFC Champions League Two mùa sau.
Giải đấu ra mắt vào năm 1980 dưới tên gọi Giải bóng đá A1 toàn quốc, với nhà vô địch đầu tiên là đội Tổng cục Đường sắt. Tính đến mùa giải 2025-26, giải đấu đã trải qua 42 mùa giải (năm 1999 chỉ có Giải tập huấn mùa Xuân và năm 2021 bị hủy do COVID-19). Giải đấu đã tồn tại dưới 6 tên gọi khác nhau và trải qua 3 lần thay đổi thể thức thi đấu. Hai đội bóng thành công nhất trong lịch sử giải là Hà Nội và Thể Công - Viettel với cùng 6 chức vô địch mỗi đội.
Giải chuyển sang cơ chế chuyên nghiệp từ mùa 2000–01 nhằm cho phép các câu lạc bộ lựa chọn các cầu thủ nước ngoài tham gia thi đấu. Với sự ra đời của VPF vào năm 2012, quyền tổ chức chuyển từ Liên đoàn bóng đá Việt Nam (VFF) sang VPF.

## Lịch sử

### Cơ sở hình thành
Hệ thống giải thi đấu bóng đá cấp quốc gia của Việt Nam bắt đầu hình thành từ năm 1955 với giải Hòa Bình (được đổi tên thành Giải hạng A miền Bắc vào năm 1956), ngay từ khi bắt đầu đã phân làm hai hạng A và B. Đội Thể Công là nhà vô địch đầu tiên của cả hai cấp độ với hai đội A và B. Giải đấu được liên tục tổ chức bất chấp tình hình đất nước đang gặp phải chiến tranh. Tuy hệ thống thi đấu Cúp Quốc gia chưa hình thành nhưng các câu lạc bộ lúc đó vẫn tham gia các kỳ Đại hội Thể dục Thể thao toàn quốc.
Sau khi đất nước thống nhất, hệ thống giải Vô địch Quốc gia của Việt Nam bắt đầu từ năm 1976 được tổ chức theo các khu vực: miền Bắc với giải Hồng Hà, miền Trung với giải Trường Sơn và miền Nam với giải Cửu Long. Các đội vô địch ở mỗi khu vực sẽ gặp nhau ở Vòng chung kết tại Hà Nội để chọn đội vô địch; các đội đứng cuối ở các giải đấu cũng sẽ gặp nhau để tìm đội xuống hạng, thường gọi là "Vòng chung kết ngược". Thời điểm này, tổng cộng có 40 đội tham gia ở hạng cao nhất, trong đó:
- Giải Hồng Hà gồm 16 đội: Câu lạc bộ Quân đội (Thể Công), Quân khu Thủ đô, Tổng cục Đường sắt, Công an Hà Nội, Quân khu 3, Phòng không – Không quân, Cảng Hải Phòng, Công nhân Xây dựng Hà Nội, Tổng cục Bưu điện, Công an Hải Phòng, Dệt Nam Định, Than Quảng Ninh, Công nhân Xây dựng Hải Phòng, Điện Hải Phòng, Công nghiệp Hà Nam Ninh, Thanh niên Hà Nội.
- Giải Trường Sơn gồm 8 đội: Thanh niên Bình Định, Phú Khánh, Công nhân Quảng Nam – Đà Nẵng, Lâm Đồng, Bình Trị Thiên, Thanh niên Thanh Hóa, Sông Lam Nghệ Tĩnh và Gia Lai – Kon Tum.
- Giải Cửu Long gồm 16 đội: Hải quan, Cảng Sài Gòn, Sở Công nghiệp Thành phố Hồ Chí Minh, Công nghiệp Thực phẩm, Tây Ninh, An Giang, Tiền Giang, Đồng Tháp, Công an Thành phố Hồ Chí Minh, Ngân hàng, Công nhân Hóa chất, Tổng cục Vật tư, Sông Bé, Long An, Đồng Nai, Thanh niên Hậu Giang, Vĩnh Long.

Nhận thấy hệ thống thi đấu theo các khu vực có quá nhiều hạn chế sau hai mùa tổ chức vào các năm 1977 và 1978, hệ thống giải Vô địch Quốc gia của Việt Nam có sự thay đổi lớn vào năm 1979. Giải năm 1979 được coi là Giải phân hạng để tiến hành sắp xếp lại hệ thống thi đấu. 8 đội mạnh nhất của giải Hồng Hà, 2 đội của giải Trường Sơn và 8 đội của giải Cửu Long được chọn để thi đấu ở hạng A1; các đội còn lại đá ở hạng A2. Tuy nhiên, tại mùa giải đầu tiên do Hội bóng đá Việt Nam (tiền thân của VFF) tổ chức vào năm 1980, Câu lạc bộ Quân đội đã xin rút lui để chấn chỉnh nội bộ nên chỉ có 17 đội tham dự. Đây chính là tiền đề để xây dựng Giải bóng đá chuyên nghiệp Việt Nam sau này.

### 1980–2000: Hình thành và phát triển
Trong giai đoạn đầu mới tổ chức, giải đấu liên tục phải thay đổi thể thức khi không thể thức nào tồn tại quá hai năm. Trong đó, các đội được chia bảng theo khu vực địa lý và thi đấu vòng tròn tính điểm; các đội đứng đầu mỗi bảng sẽ tranh tài ở vòng chung kết để tranh chức vô địch, các đội đứng cuối cũng sẽ thi đấu với nhau để chọn ra đội xuống hạng (thường gọi là "vòng chung kết ngược").
Sau hai mùa giải liên tục vào các năm 1986, 1987 không có đội xuống hạng, Tổng cục Thể dục Thể thao tạm ngừng tổ chức giải năm 1988 để chấn chỉnh toàn bộ hệ thống thi đấu và tạo điều kiện cho các các đội bóng củng cố lực lượng. Một năm sau đó, giải được tổ chức phân hạng lại với tổng cộng 32 đội tham dự để chọn ra 18 đội mạnh nhất; hạng A1 còn 11 đội và 3 đội xếp dưới xuống thi đấu ở hạng A2. Sang năm 1990, giải đổi tên thành Giải bóng đá Vô địch Các đội mạnh toàn quốc, với sự góp mặt của 18 đội đứng đầu của mùa giải 1989 (gọi là các "đội mạnh"), nhưng thể thức chia bảng và đấu loại trực tiếp của giải A1 tiếp tục được kế thừa. Mùa giải năm 1996 tiến gần hơn với thể thức hiện tại, với việc các đội thi đấu vòng tròn hai lượt và lấy sáu đội đứng đầu phân nhóm tranh vô địch.
Từ năm 1997, giải đấu mang tên Giải bóng đá Vô địch hạng Nhất Quốc gia. Thời điểm này, tình trạng móc ngoặc, tiêu cực đã xuất hiện phổ biến trong giải đấu, và đến mùa giải thứ hai với tên gọi mới thì tình hình đã trở nên nghiêm trọng khi có đến 5 trận đấu có biểu hiện dàn xếp tỷ số phải hủy bỏ kết quả. Do không có biện pháp xử lý triệt để, mùa giải hạng Nhất năm 1999 đã không được tổ chức mà chỉ có giải tập huấn vào đầu năm đó. Mùa giải 1999–2000 là mùa giải hạng Nhất cuối cùng nhằm chọn ra các đội thi đấu ở giải chuyên nghiệp mùa sau, cùng các đội xuống hạng thi đấu ở giải hạng Nhất mới (chuyển đổi từ giải hạng Nhì Quốc gia).

### 2000–2011: Chuyển sang chuyên nghiệp
Từ mùa giải 2000–01, bóng đá Việt Nam chuyển sang cơ chế chuyên nghiệp, giải vô địch quốc gia chính thức mang tên V-League với sự cho phép các cầu thủ nước ngoài và cầu thủ nhập tịch tham gia thi đấu. Số lượng các đội tham dự giải trong giai đoạn này không thường xuyên ổn định: bắt đầu từ 10 đội ở hai mùa giải chuyên nghiệp đầu tiên (2000–01 và 2001–02), sau đó là 12 đội ở mùa giải 2003 và đến mùa giải 2006 là 13 đội (con số này đã là 14 nếu như Ngân hàng Đông Á không mất quyền tham dự do bê bối hối lộ trọng tài ở giải hạng Nhất 2005). Một năm sau, lần đầu tiên V-League chứng kiến 14 đội bóng cùng tranh tài ở giải đấu hạng cao nhất của bóng đá Việt Nam.
Tại mùa giải 2001–02, Liên đoàn bóng đá Việt Nam (VFF) đã giới thiệu một giải đấu V-League dành cho đội hình B – đội hình dự bị của các đội bóng tham dự giải chuyên nghiệp. Giải đấu diễn ra song song với giải vô địch quốc gia, và đến mùa giải 2003 thì được dự kiến chia thành hai giải U-18 và U-21 với thể thức gần như tương tự. Tuy nhiên, cả ba giải đấu nói trên đều không được tổ chức kể từ sau năm 2002.

### 2012–nay: Sự thành lập và điều hành giải đấu của VPF
Sau một mùa giải gây tranh cãi bởi vấn đề trọng tài và công tác điều hành giải của Liên đoàn bóng đá Việt Nam (VFF), một nhóm gồm sáu câu lạc bộ (bao gồm Đồng Tâm Long An, Hoàng Anh Gia Lai, Hà Nội ACB, Vissai Ninh Bình, Khatoco Khánh Hòa và Lam Sơn Thanh Hóa) đồng loạt bày tỏ ý định rút lui khỏi giải đấu và thành lập một giải đấu hoàn toàn mới cho mùa giải 2012. Câu lạc bộ có động thái mạnh mẽ nhất trong số này là Hà Nội ACB, đội phải xuống hạng từ V-League. Tại cuộc họp tổng kết mùa giải bóng đá chuyên nghiệp 2011 của VFF, chủ tịch đội bóng Nguyễn Đức Kiên đã lên tiếng chỉ trích những vấn đề tồn đọng trong khâu tổ chức mùa giải, đồng thời cho biết có đến sáu đội bóng chuẩn bị bỏ giải đấu để lập ra giải đấu mới theo kiểu Super Liga.
Sau cuộc họp vào ngày 29 tháng 9 năm 2011 giữa đại diện VFF và các bóng từ V-League và hạng Nhất, một công ty mới được thành lập, lấy tên là Công ty Cổ phần Bóng đá chuyên nghiệp Việt Nam (VPF) để quản lý các giải đấu bóng đá chuyên nghiệp Việt Nam, bao gồm V-League. Quyền tổ chức giải đấu cũng được chuyển từ VFF sang VPF. Mùa giải đầu tiên do VPF tổ chức vào năm 2012 có tên gọi là Giải bóng đá Ngoại hạng (Super League). Tuy nhiên, chỉ sau 5 vòng đấu đầu tiên, giải lấy lại tên là Giải vô địch quốc gia Việt Nam (V-League). Sang mùa giải 2013, VPF thay đổi tên viết tắt của giải thành V.League 1.
Năm 2013, V.League 1 chỉ còn 12 đội sau khi hàng loạt đội bóng bị giải thể hoặc chuyển giao. Theo dự kiến ban đầu, số lượng đội bóng tham dự V.League 1 mùa giải 2014 quay trở lại con số 14, tuy nhiên Kienlongbank Kiên Giang không đủ kinh phí để đăng ký tham dự giải nên chỉ còn là 13 đội. Tới mùa giải 2015, số đội tham dự mỗi mùa giải là 14. Mùa giải năm 2021, đến lượt Than Quảng Ninh dừng hoạt động vì không còn kinh phí trước tác động của dịch bệnh COVID-19 mặc dù đang đứng thứ 4 trên bảng xếp hạng.

## Thể thức thi đấu
- Từ mùa giải 1980 đến 1995: các đội bóng được chia thành các bảng theo khu vực địa lý. Trong mỗi bảng các đội thi đấu vòng tròn hai lượt tính điểm. Các đội đứng đầu mỗi bảng lọt vào vòng chung kết để tranh chức vô địch, các đội đứng cuối thi đấu vòng chung kết ngược để chọn đội xuống hạng.
- Mùa giải 1996, các đội bóng thi đấu vòng tròn hai lượt, 2 đội cuối bảng xuống hạng. Sau đó, 6 đội đầu bảng chia thành 2 nhóm thi đấu vòng tròn hai lượt để chọn 2 đội xếp đầu mỗi nhóm tranh chức vô địch.
- Từ mùa giải 1997 đến 2019 (trừ giải tập huấn năm 1999): các đội thi đấu vòng tròn hai lượt. Thể thức này được áp dụng lại ở mùa giải 2022.
- Mùa giải 2020, sau khi các đội đấu vòng tròn 1 lượt xong, 8 đội xếp trên sẽ đá vòng tròn 1 lượt để tìm ra nhà vô địch, 6 đội còn lại sẽ đá vòng tròn 1 lượt để chọn ra 1 suất xuống hạng. Thể thức này được áp dụng lại ở mùa giải 2023, mùa giải cuối cùng tổ chức thi đấu trong 1 năm dương lịch.
- Mùa giải 2021 (mùa giải bị hủy vì dịch COVID-19) có thể thức tương tự năm 2020, nhưng với sự thay đổi về cách phân nhóm (6 đội tranh vô địch, 8 đội tránh xuống hạng).
- Từ mùa giải 2023–24, các đội thi đấu vòng tròn hai lượt từ năm trước sang năm sau.

### Cách thức tính điểm
- Từ mùa giải 1995 trở về trước, hệ thống điểm là 2–1–0 (tương ứng với mỗi trận thắng–hòa–thua). Tuy nhiên có một số ngoại lệ:

- Mùa giải 1985 và 1986: Ở giai đoạn 1, trận hoà thứ tư trở đi của mỗi đội không được tính điểm; từ giai đoạn 2 trở đi, nếu 2 đội hoà nhau sau 90 phút sẽ đá luân lưu 11m để chọn đội thắng.
- Mùa giải 1987: Ở giai đoạn 1, trận hoà thứ năm trở đi của mỗi đội không được tính điểm; từ giai đoạn 2 trở đi, nếu 2 đội hoà nhau sau 90 phút sẽ đá luân lưu 11m để chọn đội thắng.
- Mùa giải 1993–94: Từ giai đoạn 2 trở đi, nếu 2 đội hoà nhau sau 90 phút sẽ đá luân lưu 11m để chọn đội thắng.
- Mùa giải 1995: Nếu 2 đội hoà nhau sau 90 phút sẽ đá luân lưu 11m để chọn đội thắng.

- Từ mùa giải 1996 trở đi, hệ thống điểm là 3–1–0.

### Cách thức xếp hạng
Xếp chung cuộc theo thứ tự sau:
- Điểm số đạt được của các đội (theo thứ tự từ cao đến thấp)
- Nếu có 2 hoặc nhiều đội bằng điểm nhau thì xếp theo thứ tự qua các chỉ số phụ:

- Kết quả đối đầu trực tiếp
- Hiệu số bàn thắng thua
- Tổng số bàn thắng

Tuy nhiên, trong một số năm trước đây, tiêu chí hiệu số bàn thắng thua và tổng số bàn thắng được ưu tiên hơn kết quả đối đầu.

### Quy định số lượng cầu thủ ngoại và nhập tịch
Giải bắt đầu cho phép sử dụng cầu thủ ngoại từ mùa giải 2000–01. Hiện nay, mỗi câu lạc bộ được phép đăng ký 3 cầu thủ ngoại, 1 cầu thủ nhập tịch còn cầu thủ gốc Việt Nam có quốc tịch được coi như cầu thủ nội. Đối với các đội dự giải châu lục thì được phép có thêm một cầu thủ ngoại quốc tịch châu Á. Trường hợp câu lạc bộ bị loại ở giải cấp châu lục trong giai đoạn 1 thì số lượng cầu thủ ngoại và nhập tịch ở giai đoạn 2 được áp dụng như các câu lạc bộ không tham gia giải châu lục.
Từ mùa giải 2023, các đội được đăng ký thêm một cầu thủ Việt kiều chưa có quốc tịch Việt Nam (suất cầu thủ này không ảnh hưởng đến suất ngoại binh của câu lạc bộ).
Sang mùa giải 2025-26, mỗi câu lạc bộ được phép đăng ký 4 cầu thủ ngoại, 2 cầu thủ gốc Việt, nhưng chỉ ra sân là 3 cầu thủ ngoại và 1 cầu thủ dự bị. Đối với các đội dự giải châu lục thì được phép đăng ký 7 cầu thủ ngoại. Trường hợp câu lạc bộ bị loại ở giải cấp châu lục trong giai đoạn 1 thì số lượng cầu thủ ngoại và nhập tịch ở giai đoạn 2 được áp dụng như các câu lạc bộ không tham gia giải châu lục.

## Câu lạc bộ

### Các đội đoạt huy chương
| Mùa giải                                    | Vô địch                       | Á quân                               | Hạng ba                                 |
| ------------------------------------------- | ----------------------------- | ------------------------------------ | --------------------------------------- |
| Giải bóng đá A1 toàn quốc                   |                               |                                      |                                         |
| 1980                                        | Tổng cục Đường sắt            | Công an Hà Nội                       | Hải quan                                |
| 1981–82                                     | Câu lạc bộ Quân đội           | Quân khu Thủ đô                      | Công an Hà Nội                          |
| 1982–83                                     | Câu lạc bộ Quân đội (2)       | Hải quan                             | Cảng Hải Phòng                          |
| 1984                                        | Công an Hà Nội                | Câu lạc bộ Quân đội                  | Sở Công nghiệp Thành phố Hồ Chí Minh    |
| 1985                                        | Công nghiệp Hà Nam Ninh       | Sở Công nghiệp Thành phố Hồ Chí Minh | Câu lạc bộ Quân đội                     |
| 1986                                        | Cảng Sài Gòn                  | Câu lạc bộ Quân đội                  | Hải quan                                |
| 1987                                        | Câu lạc bộ Quân đội (3)       | Công nhân Quảng Nam – Đà Nẵng        | An Giang                                |
| 1988                                        | Mùa giải không được tổ chức   | Mùa giải không được tổ chức          | Mùa giải không được tổ chức             |
| 1989                                        | Đồng Tháp                     | Câu lạc bộ Quân đội                  | Công an Hà Nội                          |
| Giải bóng đá Các đội mạnh Toàn quốc         |                               |                                      |                                         |
| 1990                                        | Câu lạc bộ Quân đội (4)       | Công nhân Quảng Nam – Đà Nẵng        | An Giang                                |
| 1991                                        | Hải quan                      | Công nhân Quảng Nam – Đà Nẵng        | Công an Hải Phòng                       |
| 1992                                        | Công nhân Quảng Nam – Đà Nẵng | Công an Hải Phòng                    | Câu lạc bộ Quân đội và Sông Lam Nghệ An |
| 1993–94                                     | Cảng Sài Gòn (2)              | Công an Thành phố Hồ Chí Minh        | Câu lạc bộ Quân đội                     |
| 1995                                        | Công an Thành phố Hồ Chí Minh | Thừa Thiên Huế                       | Cảng Sài Gòn                            |
| 1996                                        | Đồng Tháp (2)                 | Công an Thành phố Hồ Chí Minh        | Sông Lam Nghệ An                        |
| Giải bóng đá hạng Nhất Quốc gia             |                               |                                      |                                         |
| 1997                                        | Cảng Sài Gòn (3)              | Sông Lam Nghệ An                     | Lâm Đồng                                |
| 1998                                        | Câu lạc bộ Quân đội (5)       | Sông Lam Nghệ An                     | Công an Thành phố Hồ Chí Minh           |
| Tập huấn 1999                               | Sông Lam Nghệ An              | Công an Hà Nội                       | Đà Nẵng                                 |
| 1999–00                                     | Sông Lam Nghệ An              | Công an Thành phố Hồ Chí Minh        | Công an Hà Nội                          |
| Giải bóng đá Vô địch Quốc gia Chuyên nghiệp |                               |                                      |                                         |
| 2000–01                                     | Sông Lam Nghệ An (2)          | Nam Định                             | Thể Công                                |
| 2001–02                                     | Cảng Sài Gòn (4)              | Sông Lam Nghệ An                     | Ngân hàng Đông Á                        |
| 2003                                        | Hoàng Anh Gia Lai             | Gạch Đồng Tâm Long An                | Nam Định                                |
| Giải bóng đá Vô địch Quốc gia               |                               |                                      |                                         |
| 2004                                        | Hoàng Anh Gia Lai (2)         | Sông Đà Nam Định                     | Gạch Đồng Tâm Long An                   |
| 2005                                        | Gạch Đồng Tâm Long An         | Đà Nẵng                              | Bình Dương                              |
| 2006                                        | Gạch Đồng Tâm Long An (2)     | Bình Dương                           | PISICO Bình Định                        |
| 2007                                        | Becamex Bình Dương            | Đồng Tâm Long An                     | Hoàng Anh Gia Lai                       |
| 2008                                        | Becamex Bình Dương (2)        | Đồng Tâm Long An                     | Xi măng Hải Phòng                       |
| 2009                                        | SHB Đà Nẵng (2)               | Becamex Bình Dương                   | Sông Lam Nghệ An                        |
| 2010                                        | Hà Nội T&T                    | Xi măng Hải Phòng                    | Tập đoàn Cao su Đồng Tháp               |
| 2011                                        | Sông Lam Nghệ An (3)          | Hà Nội T&T                           | SHB Đà Nẵng                             |
| 2012                                        | SHB Đà Nẵng (3)               | Hà Nội T&T                           | Sài Gòn Xuân Thành                      |
| 2013                                        | Hà Nội T&T (2)                | SHB Đà Nẵng                          | Hoàng Anh Gia Lai                       |
| 2014                                        | Becamex Bình Dương (3)        | Hà Nội T&T                           | Thanh Hóa                               |
| 2015                                        | Becamex Bình Dương (4)        | Hà Nội T&T                           | FLC Thanh Hóa                           |
| 2016                                        | Hà Nội T&T (3)                | Hải Phòng                            | SHB Đà Nẵng                             |
| 2017                                        | Quảng Nam                     | FLC Thanh Hóa                        | Hà Nội                                  |
| 2018                                        | Hà Nội (4)                    | FLC Thanh Hóa                        | Sanna Khánh Hòa Biển Việt Nam           |
| 2019                                        | Hà Nội (5)                    | Thành phố Hồ Chí Minh                | Than Quảng Ninh                         |
| 2020                                        | Viettel (6)                   | Hà Nội                               | Sài Gòn                                 |
| 2021                                        | Mùa giải bị hủy do COVID-19   | Mùa giải bị hủy do COVID-19          | Mùa giải bị hủy do COVID-19             |
| 2022                                        | Hà Nội (6)                    | Hải Phòng                            | TopenLand Bình Định                     |
| 2023                                        | Công an Hà Nội (2)            | Hà Nội                               | Viettel                                 |
| 2023–24                                     | Thép Xanh Nam Định (2)        | MerryLand Quy Nhơn Bình Định         | Hà Nội                                  |
| 2024–25                                     | Thép Xanh Nam Định (3)        | Hà Nội                               | Công an Hà Nội                          |

- Mùa giải 1999 chỉ là giải tập huấn nên không trao các danh hiệu tập thể và cá nhân.
- Thành tích của Câu lạc bộ bóng đá Công an Thành phố Hồ Chí Minh (mới) được tính gộp của Cảng Sài Gòn/Thành phố Hồ Chí Minh với Câu lạc bộ bóng đá Công an Thành phố Hồ Chí Minh (cũ) do sáp nhập 02 câu lạc bộ

### Bảng tổng sắp huy chương
| Hạng | Đội bóng                                               | Vô địch | Á quân | Hạng ba |
| ---- | ------------------------------------------------------ | ------- | ------ | ------- |
| 1    | Hà Nội (2006)                                          | 6       | 7      | 2       |
| 2    | Thể Công                                               | 6       | 3      | 5       |
| 3    | Câu lạc bộ bóng đá Công an Thành phố Hồ Chí Minh (mới) | 5       | 4      | 5       |
| 4    | Becamex Thành phố Hồ Chí Minh                          | 4       | 2      | 1       |
| 5    | Đà Nẵng                                                | 3       | 5      | 2       |
| 6    | Sông Lam Nghệ An                                       | 3       | 3      | 3       |
| 7    | Nam Định                                               | 3       | 2      | 1       |
| 8    | Long An                                                | 2       | 3      | 1       |
| 9    | Công an Hà Nội                                         | 2       | 1      | 4       |
| 10   | Hoàng Anh Gia Lai                                      | 2       | 0      | 2       |
| 11   | Đồng Tháp                                              | 2       | 0      | 1       |
| 12   | Hải quan                                               | 1       | 1      | 2       |
| 13   | Hà Nội (1956)                                          | 1       | 0      | 0       |
| 13   | Quảng Nam                                              | 1       | 0      | 0       |
| 15   | Hải Phòng                                              | 0       | 4      | 2       |
| 16   | Thanh Hóa                                              | 0       | 2      | 2       |
| 17   | Bình Định                                              | 0       | 1      | 2       |
| 18   | Sở Công nghiệp Thành phố Hồ Chí Minh                   | 0       | 1      | 1       |
| 20   | Huế                                                    | 0       | 1      | 0       |
| 20   | Quân khu Thủ đô                                        | 0       | 1      | 0       |
| 22   | An Giang                                               | 0       | 0      | 2       |
| 23   | Cảng Hải Phòng                                         | 0       | 0      | 1       |
| 23   | Khánh Hòa                                              | 0       | 0      | 1       |
| 23   | Lâm Đồng                                               | 0       | 0      | 1       |
| 23   | Quảng Ninh                                             | 0       | 0      | 1       |
| 23   | Sài Gòn                                                | 0       | 0      | 1       |
| 23   | Sài Gòn Xuân Thành                                     | 0       | 0      | 1       |

## Loại bóng thi đấu và trang phục chính thức của trọng tài
Bóng thi đấu và trang phục chính thức của trọng tài được Tập đoàn Thể thao Động Lực (Việt Nam) tài trợ.

### Các hãng cung cấp bóng thi đấu
| Giai đoạn | Hãng tài trợ |
| --------- | ------------ |
| 1997–2002 | Động Lực     |
| 2002–2006 | Geru Star    |
| 2007–2015 | Động Lực     |
| 2016      | Grand Sport  |
| 2016–nay  | Động Lực     |

## Nhà tài trợ chính của giải đấu
Kể từ mùa giải 2000–01, giải Vô địch Quốc gia gắn mình với tên và logo của nhà tài trợ chính, mở đầu là công ty tiếp thị thể thao Strata. Phía Strata đề nghị mua tên giải V-League, cộng 12 biển quảng cáo trên sân với giá khoảng 400.000 USD và cả Cúp quốc gia với giá 100.000 USD. Sau hai mùa giải, Strata rút lui khỏi V-League.
Mùa giải tiếp theo, V-League 2003, có tên là Sting V-League, được đặt theo tên của một sản phẩm mới sắp ra mắt thị trường thời điểm đó của nhà tài trợ tên giải Công ty Nước giải khát Suntory PepsiCo Việt Nam. Công ty cổ phần Kinh Đô trở thành nhà tài trợ chính thức của giải đấu. Mặc dù vậy tiền thưởng cho mùa giải này bị cắt giảm khi đội vô địch chỉ nhận được khoản tiền thưởng bằng một nửa mùa trước là 500 triệu đồng. Cái tên Sting V-League cũng chỉ tồn tại sau một mùa giải và tới mùa giải 2004, Kinh Đô V-League xuất hiện. Theo một số nguồn tin, Liên đoàn bóng đá Việt Nam nhận khoảng 8 tỷ đồng từ Kinh Đô trong mùa giải này. Tuy nhiên, lời hứa từ Kinh Đô sẽ độc quyền tài trợ cho V.League trong 3 mùa không trở thành hiện thực khi ở những mùa giải tiếp theo, V.League lần lượt gắn với những cái tên Number One V-League và Eurowindow V-League.
Sự xuất hiện của Tổng Công ty khí thuộc Tập đoàn Dầu khí Quốc gia Việt Nam vào năm 2007 đã giúp cho V.League có khoảng thời gian dài nhất gắn với tên nhà tài trợ (trong 4 mùa giải liên tiếp) và giúp cho giải đấu có nguồn tài chính ổn định, trước khi được thay thế bởi Eximbank vào năm 2011. Cho đến mùa giải 2014, số tiền mà Eximbank tài trợ cho một mùa bóng của V.League 1 cao nhất đã lên tới gần 40 tỷ đồng. Tuy nhiên, trường hợp của Eximbank là ngoại lệ bởi gói tài trợ của đơn vị này bao gồm hậu thuẫn từ Chủ tịch VFF khi đó Lê Hùng Dũng, người cũng là Chủ tịch Hội đồng quản trị Eximbank và là Phó Chủ tịch Hội đồng quản trị VPF. Mùa giải 2015, công ty Toyota Việt Nam trở thành nhà tài trợ chính thức cho giải đấu, và đến mùa giải 2017 thì chính thức chia tay sau 3 năm tài trợ với tổng số tiền 120 tỉ đồng.
Sau Toyota, NutiFood với thương hiệu Nuti Café là cái tên tiếp theo gắn bó với V.League 1 trong mùa giải 2018. Năm 2019, Masan với thương hiệu Wake-up 247 đã trở thành nhà tài trợ chính cho giải Vô địch Quốc gia.  Masan đã đồng ý tài trợ cho V.League trong 5 mùa giải nhưng cuối cùng chỉ có thể thực hiện được trong một mùa, bởi ngay sau đó, ngày 6 tháng 2 năm 2020, tập đoàn LS Holdings đã ký kết hợp tác tài trợ chính tại hai giải bóng đá V.League 1 và V.League 2 trong vòng bốn mùa giải từ 2020 đến 2023. Tuy nhiên, ảnh hưởng của đại dịch COVID-19 kéo dài khiến cho V.League 2021 phải hủy bỏ giữa chừng, dẫn đến việc LS rút tài trợ cho giải đấu. Năm 2022, Công ty Cổ phần Sâm Ngọc Linh Kon Tum chính thức tài trợ cho V.League trong 3 mùa giải liên tiếp đến hết mùa giải 2023–24. Từ mùa giải 2024–25, LPBank trở thành nhà tài trợ mới của giải đấu trong vòng ba năm, với tên gọi mới của giải là LPBank V.League 1.

## Các giải thưởng

### Cúp

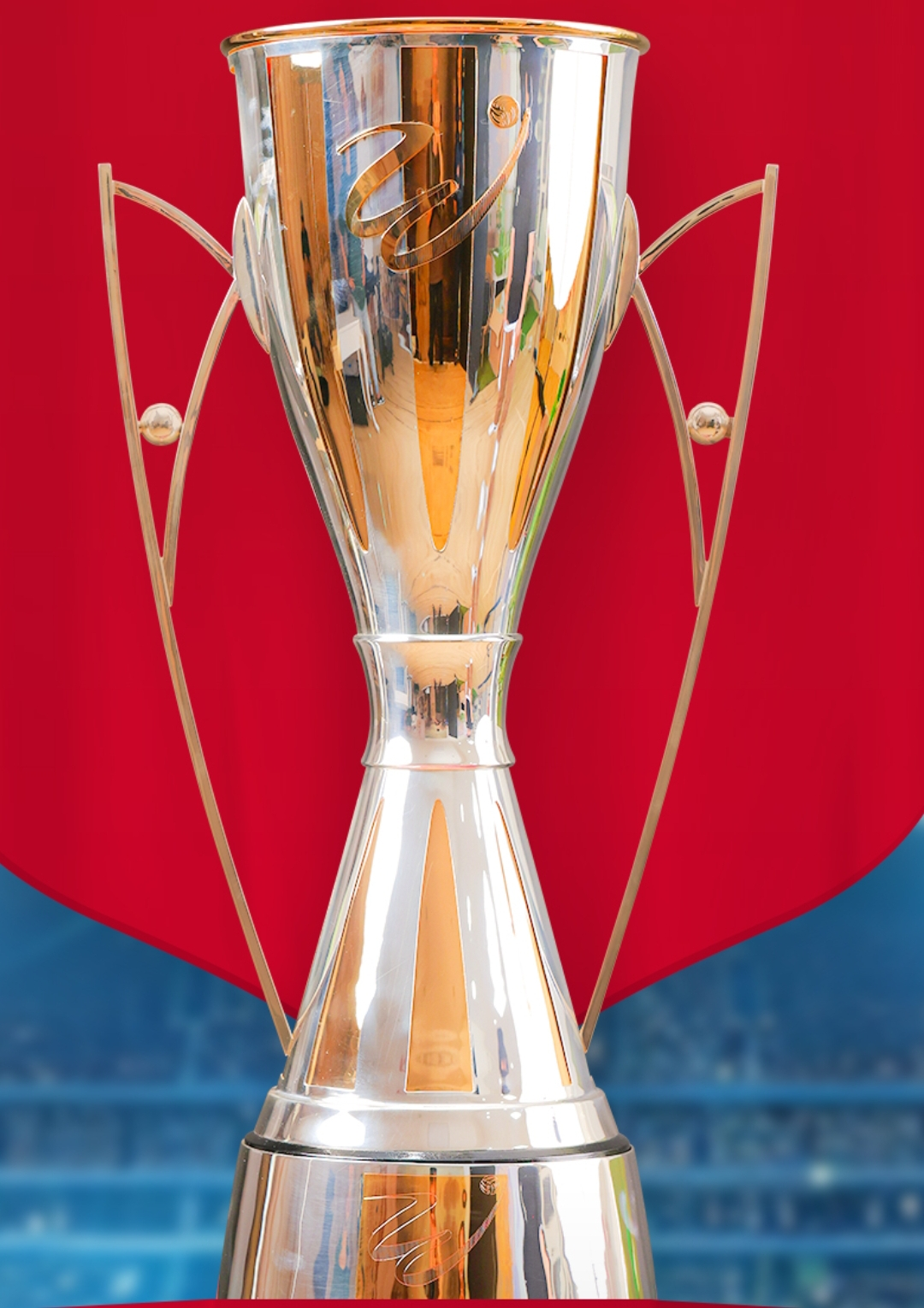
Chiếc cúp vô địch của V.League từ năm 2024.

Chiếc cúp hiện tại của giải đấu, do hãng kim hoàn Anh Thomas Lyte chế tạo, được giới thiệu vào năm 2024. Trong trường hợp có nhiều đội cùng cạnh tranh chức vô địch trong vòng đấu cuối cùng của mùa giải, sẽ có một số lượng cúp tương ứng được chuẩn bị để trao cho nhà vô địch.
Trước đây, chiếc cúp vô địch của V.League được gọi là "Cúp đồng", bao gồm thân cúp làm từ đồng tấm nguyên chiếc và phần đế làm từ gỗ. Được chế tác tại một làng nghề thủ công truyền thống của Việt Nam, chiếc cúp cao khoảng 80 cm và nặng hơn 10 kg. Thân cúp đươc mạ nickel và vàng 24K, với các chi tiết tinh xảo được chạm, khắc nổi ở nhiệt độ cao. Dải ruy băng ở hai bên tay cầm được thay đổi theo tên giải đấu ở từng mùa giải.
Năm 2017, đội vô địch V.League còn được nhận thêm một chiếc cúp sứ do công ty Minh Long sản xuất. Cúp sứ mang màu vàng cung đình truyền thống, với các chi tiết trang trí bằng vàng 24K. Nổi bật trên chiếc cúp là hình ảnh đôi linh vật đầu rồng mỏ phượng ngậm ngọc với đuôi sen cách điệu; chầu trên miệng cúp tượng trưng cho nòi giống rồng tiên với ý nghĩa nối kết, tôn vinh, mang đến một vẻ đẹp văn hóa Việt Nam hiện đại.

### Giải thưởng tháng và giải thưởng chung cuộc

#### Giải thưởng tháng
Hàng tháng V.League có các giải thưởng dành cho đội bóng, cầu thủ, huấn luyện viên xuất sắc nhất và bàn thắng đẹp nhất. Hiện tại, hai giải thưởng đầu tiên và giải thưởng cuối cùng do các phóng viên bình chọn, giải thưởng thứ ba do các huấn luyện viên bình chọn. Những đề cử chiến thắng của tháng sẽ nhận được một kỷ niệm chương và giải thưởng tiền mặt hoặc hiện vật tương ứng.

#### Giải thưởng chung cuộc
Sau mỗi mùa giải, ban tổ chức sẽ tiến hành tổng kết và trao các danh hiệu và giải thưởng cho các cá nhân, tập thể đạt thành tích tại 3 giải đấu quan trọng nhất thuộc hệ thống thi đấu của VFF - V.League, hạng Nhất, Cúp Quốc gia (bao gồm các câu lạc bộ, huấn luyện viên, cầu thủ, trọng tài xuất sắc nhất của mùa bóng). Từ năm 2012, các giải thưởng này sẽ được vinh danh tại đêm Gala tổng kết các giải bóng đá chuyên nghiệp Quốc gia (còn có tên là V.League Awards kể từ năm 2019) do VPF tổ chức vào cuối mùa giải.

## Một số vấn đề gây tranh cãi

### Một ông chủ nhiều đội bóng
Những nghi ngại của dư luận về vấn đề này đã xuất hiện kể từ khi Hà Nội (với tên Hà Nội T&T) lên thi đấu tại V-League năm 2009, trong khi SHB Đà Nẵng vốn là đội bóng Đà Nẵng được chuyển giao cho Ngân hàng Sài Gòn – Hà Nội (SHB) năm 2008; cả hai câu lạc bộ lúc đó đều do ông Đỗ Quang Hiển quản lý. Mặc dù ông Hiển khẳng định mình chỉ xuất hiện ở SHB Đà Nẵng với tư cách là nhà tài trợ chứ không phải là chủ sở hữu (không vi phạm Quy chế bóng đá chuyên nghiệp), và dù thanh tra của VFF đã từng vào cuộc và khẳng định điều đó, nhưng giới bóng đá vẫn ngầm hiểu được sự liên hệ giữa hai câu lạc bộ này với bầu Hiển.

Sang những mùa giải tiếp theo, tình trạng này tiếp tục trở thành nỗi bức xức của nhiều người làm bóng đá và các giới chủ, thậm chí có thời điểm bầu Hiển được cho là sở hữu đến 5 câu lạc bộ trong tay. Năm 2012, sau khi Sài Gòn Xuân Thành không thể lên ngôi vương khi bị Hà Nội T&T cầm chân ở vòng đấu cuối cùng để SHB Đà Nẵng vô địch, ông bầu Nguyễn Đức Thụy đã tuyên bố sẽ bỏ bóng đá vì có quá nhiều bất công và chèn ép; và đến mùa 2013 thì chính thức giải thể đội bóng. Chủ tịch Tập đoàn FLC Trịnh Văn Quyết sau khi ngừng tài trợ Thanh Hóa năm 2018 cũng từng ám chỉ rằng "không thể vô địch khi chỉ có 1 đội bóng". Năm 2019, chủ tịch câu lạc bộ Hoàng Anh Gia Lai Đoàn Nguyên Đức đã dùng đến hình tượng "năm thằng ốm đánh một thằng mập" để ám chỉ sự thâu tóm của ông Hiển. Bên cạnh đó, bầu Hiển cũng gây ra nhiều tranh cãi khi đích thân xuống động viên, tặng tiền các đội bóng của mình trong những trận đấu giữa các đội có liên quan đến bầu Hiển với nhau, như với Sài Gòn, Quảng Nam, hay SHB Đà Nẵng.

Cổ động viên Sông Lam Nghệ An giăng biểu ngữ phản đối tình trạng một ông bầu nhiều đội bóng năm 2016

Việc một ông chủ quản lý hay sở hữu nhiều đội bóng trở thành vấn nạn khiến không ít người hâm mộ lo lắng, đặc biệt về tính minh bạch, sòng phẳng khi các đội bóng này cùng thi đấu trong một giải đấu. Không ít người hâm mộ mong muốn VPF cần có những biện pháp mạnh tay, quy định cụ thể về việc cấm một người nắm giữ chức vụ quản lý hay cổ phiếu, vốn góp tại nhiều hơn 1 đội bóng ở cùng 1 giải đấu để cho V.League trở nên công bằng, trong sạch hơn và cải thiện tính cạnh tranh của giải đấu.

### Dàn xếp tỷ số
Trong nhiều năm trở lại, hiện tượng "xin điểm và cho điểm" đã trở thành vấn đề gây đau đầu với các nhà tổ chức, khi giải đấu được cho là đã xuất hiện một số liên minh giữa các đội bóng với nhau. Tình trạng "dồn điểm" để một câu lạc bộ vô địch hoặc trụ hạng thường xuyên xảy ra ở V.League, trong đó công thức "3 đi – 3 về" trở nên phổ biến để các đội trong một liên minh tối đa hóa điểm số cho nhau. Ngoài dồn điểm, các đội trong liên minh còn dồn sức để cản đối thủ của ứng cử viên vô địch thuộc liên minh của mình. Nhiều trận đấu diễn ra với những biểu hiện bất thường đã gây bức xúc cho các cổ động viên bởi tinh thần thi đấu được cho là bạc nhược, không hết mình của cầu thủ. Ban tổ chức giải đấu cũng nhiều lần đưa ra các biện pháp xử phạt, như trừ điểm các đội bóng trong những trận đấu thiếu tích cực, nhưng tình trạng "cho nhường điểm" vẫn tiếp diễn.
Báo Công an nhân dân nhận định vấn nạn dàn xếp tỷ số được cho là cũng có liên quan đến vấn đề "một ông chủ nhiều đội bóng". Năm 2017, dư luận từng đặt ra nhiều hoài nghi khi Hà Nội đang tràn trề hy vọng vô địch bất ngờ để Than Quảng Ninh cầm hòa 4-4 trong trận đấu mà đội bóng thủ đô đã dẫn trước 2 bàn. Đáng nói, tỉ số ấy vừa đủ để Quảng Nam lần đầu tiên lên ngôi vương. Thống kê mùa 2019 cho thấy Thành phố Hồ Chí Minh chỉ giành được 23% điểm từ các đội Đà Nẵng, Sài Gòn, Quảng Nam và Quảng Ninh, trong khi Hà Nội nhận được 13 trên 15 điểm tối đa trước các đội này. Mùa 2017, FLC Thanh Hóa mất 22 điểm trước nhóm "anh em" trong khi Quảng Nam mất 9 điểm.
Để theo dõi và kiểm soát các trận đấu bị nghi ngờ, VPF đã từng hợp tác Sportradar - công ty chuyên kiểm soát cá cược bóng đá, và sau đó là công ty Genius Sports (có trụ sở chính tại Singapore và mạng lưới trên toàn cầu) kể từ mùa giải 2019. VPF trong một thông báo ở mùa giải 2022 đã phải đề nghị các đội bóng thi đấu hết mình, không nhường điểm cho nhau.

### Công tác trọng tài
Vấn đề trọng tài đã diễn ra ở giải đấu trong nhiều năm và gây nhiều bức xúc trong dư luận. Nhiều quyết định gây tranh cãi, thậm chí là sai lầm của các trọng tài khiến niềm tin của các đội bóng và người hâm mộ vào các nhà tổ chức bị suy giảm, hình ảnh của giải đấu theo đó cũng bị ảnh hưởng. Huấn luyện viên Vũ Tiến Thành (TP.HCM) trong một phát biểu ở mùa giải 2023 cho biết có một nhóm trọng tài bị thao túng, một số trọng tài làm xấu đi hình ảnh của lực lượng trọng tài. Ông Thành cũng đặt câu hỏi về tư tưởng của trọng tài khi làm việc.
Công tác phân công trọng tài điều khiển các trận đấu của giải cũng bị đặt nhiều dấu hỏi. Điều này dẫn đến sự thất vọng của người hâm mộ khi một số trọng tài không đáp ứng được tiêu chuẩn thường được phân công bắt những trận đấu quan trọng. Thậm chí, có người đặt nghi vấn trọng tài "không tiêu cực thì yếu chuyên môn" khi có quá nhiều sai sót diễn ra liên tiếp. Một trong những giải pháp tạm thời được đưa ra để giải quyết tình trạng này là thuê trọng tài nước ngoài điều khiền một số trận đấu của giải.
Do công tác trọng tài liên tục xảy ra những sai sót liên tiếp, gây ảnh hưởng đến kết quả của các trận đấu nên việc trang bị VAR cho V.League trở thành đòi hỏi ngày càng bức thiết để nâng cao chất lượng giải đấu. Từ cuối năm 2022, VPF đã bắt đầu tiến hành những thủ tục cần thiết để sớm áp dụng VAR tại V.League. VPF kỳ vọng VAR sẽ bắt đầu được triển khai thí điểm ngay từ giai đoạn 2 của mùa giải 2023, trước khi được áp dụng chính thức từ mùa giải 2023–2024.

### Xung đột lợi ích liên quan đến nhà tài trợ
Trong điều lệ của V.League thường có quy định các câu lạc bộ không được khai thác tài trợ với các nhãn hàng và ngành hàng cạnh tranh với nhà tài trợ chính kể từ ngày điều lệ giải được ban hành hoặc khi có thông báo của ban tổ chức. Tuy nhiên, nếu đội bóng đã có nhà tài trợ chính hoạt động cùng ngành hàng với nhà tài trợ chính của giải từ trước đó hoặc có chủ sở hữu (cổ đông) nắm giữ số cổ phần cao nhất có hoạt động kinh doanh cùng ngành hàng với nhà tài trợ chính của giải thì quyền lợi của họ vẫn được bảo toàn. Trường hợp của Hoàng Anh Gia Lai (HAGL) năm 2018 với VPMilk và năm 2022 với Red Bull là những ví dụ điển hình cho ngoại lệ này.
Nhưng đến trước thềm mùa giải 2023, khi VPF có thông báo tới HAGL về việc nhà tài trợ mới của đội bóng này (tập đoàn Carabao) xung đột quyền lợi với nhà tài trợ chính của giải đấu và yêu cầu đội bóng phố Núi không được sử dụng các hình ảnh của nhà tài trợ mới trong phạm vi giải đấu, tranh cãi đã xảy ra. Quy định của VPF đã vấp phải sự phán ứng dữ dội của các cổ động viên khi bị cho là gây khó dễ cho các CLB, làm cản trở sự phát triển của bóng đá Việt Nam. Phía HAGL cũng cho rằng quyết định của VPF là "hoàn toàn vô lý và không tạo điều kiện cho CLB phát triển", và dọa sẽ ngừng tham gia V.League nếu VPF không cho họ quảng cáo cho nhà tài trợ mới.

### Bản quyền truyền hình
Bản quyền truyền hình cũng là một trong những vấn đề nhức nhối suốt nhiều năm ở giải đấu cấp câu lạc bộ hàng đầu Việt Nam. Lần đầu tiên V.League "bán" được bản quyền truyền hình là ở mùa giải 2005. Tuy nhiên, giá trị hợp đồng được ký giữa VFF và các đài truyền hình ở thời điểm đó không thực sự đáng kể. Để một trận đấu được phát sóng trực tiếp, VFF và các CLB phải trả một khoản tiền và lo cả chi phí lưu trú, di chuyển, bồi dưỡng cho nhà đài.
Cuối năm 2010, bản quyền phát sóng V.League được VFF bán cho Truyền hình An Viên (AVG) trong 20 năm với giá 6 tỷ đồng cho năm đầu tiên và sau đó mỗi năm tăng lũy tiến 10%. Thế nhưng, sau khi VPF thành lập, công ty này đã lấy lại hợp đồng bản quyền truyền hình V.League từ tay AVG và cam kết khai thác tối thiểu 50 tỉ đồng mỗi năm từ bản quyền truyền hình. Mặc dù vậy, thương vụ đã đổ bể phút chót sau khi bầu Kiên bị bắt.
Nhờ thỏa thuận giữa VPF với các đài truyền hình, hầu hết các trận đấu của V.League đều được phát sóng trực tiếp và kể từ mùa giải 2017 thì con số này là 100%, nhưng các đài truyền hình gần như không bán được quảng cáo khi phát trực tiếp V.League, dù là trước trận hay giữa trận, nên thu nhập từ bản quyền truyền hình vẫn là con số vô cùng khiêm tốn. Việc bán bản quyền truyền hình V.League hiện tại vẫn đơn thuần là trao đổi bằng thời lượng quảng cáo - chủ yếu cho các nhà tài trợ của giải - nhằm thắt chặt mối quan hệ. Một số ít cũng đến từ các doanh nghiệp khác nhưng kinh phí thu được cũng rất nhỏ nhoi.
Cuối năm 2016, Công ty cổ phần Giải pháp Truyền hình Thế hệ mới (Next Media) ký hợp đồng với VPF để sở hữu toàn bộ bản quyền truyền hình của 3 giải bóng đá chuyên nghiệp Việt Nam (V.League, hạng Nhất, Cúp Quốc gia) trong 6 mùa giải, từ mùa giải 2017 đến mùa giải 2022. Theo đó, mỗi năm VPF sẽ thu được 2 tỷ đồng tiền mặt từ Next Media cộng với khoản tiền thu được từ việc quảng cáo trên truyền hình, ước tính lên đến 65,5 tỉ đồng. Tuy nhiên, ngay trước khi mùa giải 2018 khởi tranh, tranh chấp bản quyền truyền hình một lần nữa nổ ra khi VPF tuyên bố hủy hợp đồng của lãnh đạo nhiệm kỳ trước ký với Next Media (có thời hạn đến năm 2022). Theo lý giải của VPF, Next Media đã không thực hiện nghiêm túc các điều khoản đã cam kết, trong đó có việc không cung cấp chính xác số liệu hạch toán, chia lợi nhuận từ việc khai thác bản quyền truyền hình V.League 2017. Hơn nữa, trong quá trình rà soát lại các hợp đồng mới, hội đồng quản trị mới của VPF đã phát hiện có sự bất cập về mặt thời gian trong hợp đồng mà hội đồng quản trị cũ đã ký với đối tác này.  Tranh chấp có lúc lên đến đỉnh điểm khi cả hai khẳng định sẵn sàng đưa ra toà để giải quyết; các đài truyền hình cũng tuyên bố chỉ sản xuất và phát sóng V.League khi nào VPF và Next Media giải quyết xong vụ tranh chấp bản quyền. Cuối cùng, sau một thời gian đàm phán, VPF và Next Media đã đi đến thống nhất thanh lý hợp đồng cũ và ký bản hợp đồng mới phù hợp hơn.
Vấn đề này cũng gây nhiều tranh cãi khi VPF có cung cách làm việc thiếu chuyên nghiệp, việc chia tỷ lệ bản quyền thiếu minh bạch và không công bằng với các CLB. Tỷ lệ chia tiền bản quyền truyền hình hoàn toàn do VPF áp đặt mà không tham khảo ý kiến các CLB dẫn đến việc CLB không thể thu lợi tối đa từ tiền bản quyền giải đấu.
Vào tháng 10 năm 2022, VPF đã đạt được thỏa thuận bản quyền truyền hình với Công ty cổ phần viễn thông FPT (FPT Telecom) trong 5 mùa giải, từ mùa giải 2023 đến mùa giải 2026–27. Thỏa thuận này đảm bảo việc mỗi năm FPT Telecom sẽ trả 2,5 triệu USD cho một mùa giải, gấp 20 lần hợp đồng trước đó và trung bình mỗi CLB sẽ nhận vài tỉ đồng tiền bản quyền truyền hình trong 1 mùa giải.

### Bạo lực sân cỏ
Vấn nạn bạo lực ở V.League không phải là mới khi các cầu thủ thi đấu quyết liệt trên mức cần thiết. Tuy nhiên các nhà tổ chức vẫn chưa có giải pháp triệt để cho vấn đề này. Một số pha phạm lỗi đã khiến cầu thủ bị chấn thương nặng, thậm chí dẫn đến từ giã sự nghiệp.

### Công bằng và minh bạch tài chính
Vấn đề công bằng và minh bạch tài chính chưa bao giờ được thực hiện một cách nghiêm túc ở V.League. Trong đó, VPF và các câu lạc bộ chưa bao giờ công khai báo cáo tài chính cho công chúng mà chỉ thực hiện trong nội bộ. Việc một số nhà tài trợ của giải có liên quan đến ông bầu hoặc một câu lạc bộ đã làm dấy lên nghi ngờ về tính công bằng của giải đấu. Đồng thời, việc không có minh bạch tài chính dẫn tới việc không thể làm rõ quan hệ giữa những đội bóng được cho là "anh em một nhà". Đòi hỏi về minh bạch tài chính từ nhiều câu lạc bộ đối với VPF vẫn chưa được thực hiện, điều đó cho thấy sự thiếu chuyên nghiệp của giải đấu. Việc chưa có cơ chế về công bằng và minh bạch tài chính đã khiến cho tình trạng các câu lạc bộ "cướp quân" của nhau diễn ra phức tạp. Ngân sách giữa các đội bóng có sự chênh lệch lớn và thiếu minh bạch trong quản lý tài chính dẫn đến gia tăng nguy cơ các câu lạc bộ "đi đêm" với cầu thủ.

### Một số câu lạc bộ không thỏa mãn các tiêu chí cấp phép từ AFC
Từ năm 2012, Liên đoàn Bóng đá châu Á (AFC) yêu cầu các liên đoàn bóng đá thành viên, trong đó có VFF, mỗi năm phải thực hiện việc rà soát các câu lạc bộ trong nước (cụ thể là V.League) và các CLB này phải đáp ứng 5 tiêu chí của AFC mới được VFF cấp phép thi đấu ở mùa giải kế tiếp và được tham dự các giải đấu do AFC tổ chức, gồm: tiêu chí thể thao, cơ sở vật chất, tổ chức - nhân sự, pháp lý và tài chính. Mặc dù một số đội của Việt Nam không đạt đủ các tiêu chí nhưng vẫn được AFC đồng ý cho đấu giải trong nước.
Nhưng từ năm 2018, AFC đã tỏ ra cứng rắn hơn, chỉ cần không đáp ứng được 1 trong 5 tiêu chí nói trên thì CLB đó sẽ không được phép dự các giải CLB ở đấu trường châu Á do AFC tổ chức. Có 2 đội đã rơi vào trường hợp này là Quảng Nam (2017 vì cơ sở vật chất và hệ thống đào tạo cầu thủ trẻ không thỏa, suất được chuyển giao cho Thanh Hóa) và CLB Hà Nội (2019 vì không cử đội tham dự giải U-15 quốc gia - theo tiêu chí thể thao, suất được chuyển giao cho Thành phố Hồ Chí Minh).
Mùa giải 2023, 8/14 đội bóng tham dự giải đã đạt chuẩn của AFC. Vì nhiều lý do, AFC đã quyết định đặc cách cho CLB Hải Phòng dự các cúp châu Á trong năm 2023, dù ban đầu CLB này không đủ điều kiện dự các giải đấu châu lục do thiếu đội trẻ.
Mùa giải 2023–24, AFC đã đưa ra một quy định mới, yêu cầu sân vận động Hàng Đẫy chỉ có tối đa hai câu lạc bộ dùng làm sân nhà, trong khi cả Công an Hà Nội, Hà Nội và Thể Công đều chọn nơi đây làm sân nhà. Trường hợp không thể quyết định phương án cuối cùng, AFC sẽ cắt suất thi đấu tại giải châu lục của các câu lạc bộ Việt Nam tại mùa giải kế tiếp.

### Cải tổVPF
Sau khi mùa giải 2021 bị hủy bỏ, một loạt các CLB gồm Hoàng Anh Gia Lai, Bình Dương, Hải Phòng, Sông Lam Nghệ An, Nam Định, Quảng Nam đã có yêu cầu cải tổ VPF và thay đổi lãnh đạo cấp cao vì lãnh đạo hiện tại không đủ năng lực, nhằm mục đích tăng cường dân chủ trong quan hệ giữa VPF và các CLB, nhất là liên quan đến bản quyền và việc xin ý kiến của CLB trước khi ra quyết định.

## Đánh giá
- Chuyên gia Nguyễn Văn Vinh phát biểu năm 2011[102]

| “ | V-League vẫn chỉ là nghiệp dư lãnh lương cao mà thôi...Bóng đá bây giờ nặng tính thương mại, và chủ yếu là bóng đá "công cụ". Khi hoàn thành mục đích, các đội bóng sẽ sống kiểu mơ hồ về mục tiêu và hướng phát triển...Chuyên nghiệp là sẵn sàng tung đội hình chính và chơi tới cùng để giành kết quả cao nhất. | ” |

- Bầu Kiên của CLB bóng đá Hà Nội phát biểu năm 2011[103][104]

| “ | Bóng đá Việt Nam bao cấp hơn mọi bao cấp...VFF luôn nói câu quen thuộc: Bằng chứng đâu? Bằng chứng trong tay các anh cả. Các anh biết hết, biết rõ ràng, biết trọng tài nào tốt, trọng tài nào không tốt. Tôi bảo đảm các anh biết. Bóng đá là một sân khấu và diễn viên người ta có thể xem được cả bốn mặt. Chỉ có người trách nhiệm có mở mắt ra để nhìn thấy hay không, hay cố tình cho qua. Bao nhiêu năm rồi, suốt ngày các anh hỏi câu "bằng chứng đâu?" thì nghe sao nổi!... không phản đối các CLB rải tiền ra làm bóng đá, không phản đối CLB lấy tiền cao để treo thưởng, nhưng các anh hãy nhìn lại mặt bằng xã hội, nhìn lại trình độ cầu thủ VN, nhìn đóng góp của cầu thủ VN xem những cái đó có xứng đáng hay không?...Tôi không thể hiểu nổi tại sao trước mỗi trận đem cọc tiền tỷ đến kêu đá tốt để thưởng...Tôi phải nói thật là, có anh em trọng tài ngồi đây cao thủ lắm. Các anh muốn giết một đội đơn giản lắm, không cần phải thô đâu...Nếu cần một đội lên hạng, với tôi quá dễ, tôi có thể cùng một lúc có 5-10 đội bóng, nhưng đấy không phải là tôi. | ” |

Chủ tịch Vũ Tiến Thành (Phố Hiến F.C.) năm 2021:
| “ | VPF điều hành độc đoán để lợi ích nhóm. | ” |